# The Older Ones
The Older Ones es el segundo álbum recopilatorio de la banda noruega de death metal Old Funeral.

## Lista de canciones
1. «Abduction of Limbs» – 4:18
2. «Annoying Individual» – 2:55
3. «Skin and Bone» – 3:51
4. «Haunted» – 3:36
5. «Incantation» – 4:53
6. «Devoured Carcass» – 3:31
7. «Forced to be Lost» – 4:15
8. «Alone Walking» – 6:49
9. «Lyktemenn» – 3:08
10. «Into Hades» – 2:26
11. «My Tyrant Grace» – 5:12
12. «Devoured Carcass» (live) – 3:27

## Créditos
- Olve Eikemo – Voz y bajo en las canciones 1, 2 y 3.
- Tore – Guitarra en todas las canciones
- Padden – Batería en todas las canciones y voz en las canciones 4, 5, 6, 7, 8, 9, 10, 11 y 12.
- Kristian Vikernes – Guitarra en las canciones 4, 5, 6, 7 y 12.
- Thorlak - Bajo en las canciones 4, 5, 6, 7, 8, 9, 10, 11 y 12.
- Jörn Tonsberg - Guitarra en las canciones 8, 9, 10 y 11.